# اتحاد مواصلات هامبورغ (ها فاو فاو)
اتحاد مواصلات هامبورغ (الاختصار بالألمانية:HVV، الاختصار الألماني بالأبجدية العربية: ها فاو فاو، الاختصار بالعربية: ا.م.ه)، هو هيئة تنسيق للنقل العام في مدينة هامبورغ والمناطق المحيطة بها في ألمانيا. تتمثل أهدافه الرئيسة في توفير نظام موحد للتعرفة، بحيث يكتفي الراكب بتذكرة واحدة للرحلات التي تتضمن التنقل بين شركات تشغيل مختلفة، إضافة إلى تسهيل وتسريع حركة السفر من خلال تنسيق جداول الشركات المشاركة. عند تأسيسه في عام 1965، كان "ها فاو فاو" أول منظمة من هذا النوع على مستوى العالم.

## الركاب

عدد الركاب منذ عام 1996

اتحاد مواصلات هامبورغ (ها فاو فاو)، هو هيئة تنسيق للنقل العام في مدينة هامبورغ والمناطق المحيطة بها في ألمانيا. تتمثل أهدافه الرئيسة في توفير نظام موحد للتعرفة، بحيث يكتفي الراكب بتذكرة واحدة للرحلات التي تتضمن التنقل بين شركات تشغيل مختلفة، إضافة إلى تسهيل وتسريع حركة السفر من خلال تنسيق جداول الشركات المشاركة. عند تأسيسه في عام 1965، كان "ها فاو فاو" أول منظمة من هذا النوع على مستوى العالم.
اعتبارًا من عام 2010، يشرف اتحاد مواصلات هامبورغ (ها فاو فاو) على خدمات النقل بالقطار والحافلات والعبّارات ضمن منطقة تبلغ مساحتها 8616 كيلومترًا مربعًا، يسكنها نحو 3.6 مليون نسمة في ولاية هامبورغ، وشليسفيغ-هولشتاين، وساكسونيا السفلى. ويبلغ متوسط عدد الركاب الذين يستخدمون خدماته في أيام العمل العادية نحو 1.95 مليون راكب يوميًا.

## الخطوط

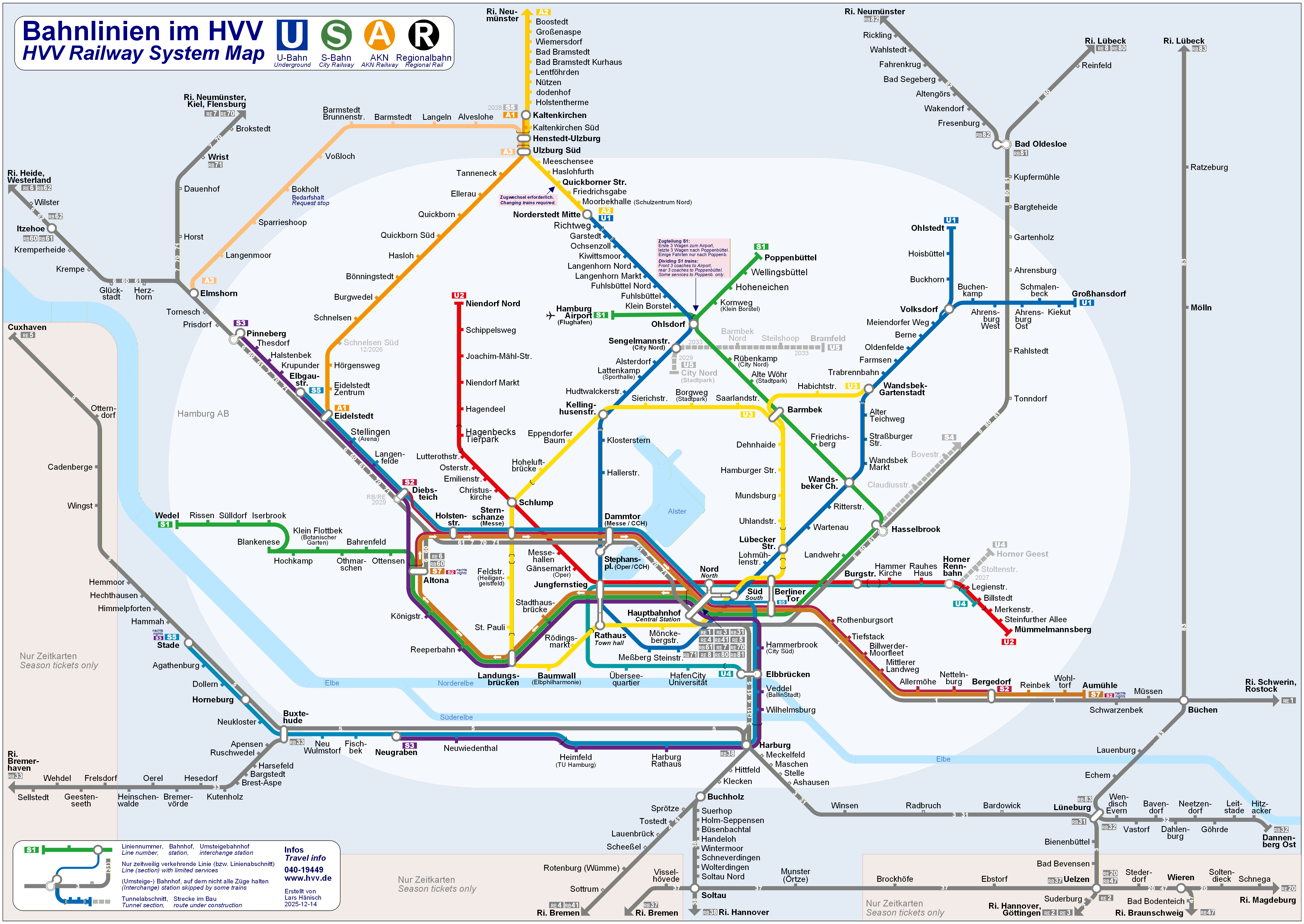
خطوط السكك الحديدية في ها فاو فاو

## النقل بالسكك الحديدية
في عام 2006، أشرف اتحاد مواصلات هامبورغ (ها فاو فاو) على تنظيم 27 خطًا للسكك الحديدية السريعة، بلغ مجموع أطوالها 881 كيلومترًا (ما يعادل 547 ميلًا)

## الأطفال
يُسمح للأطفال حتى سن السادسة باستخدام وسائل النقل مجانًا. أما الأطفال الأكبر سنًا، فيمكنهم الاستفادة من التذاكر الموسمية.